# Peugeot 308 III
Pour les articles homonymes, voir Peugeot 308.
La Peugeot 308 III est une berline compacte du constructeur automobile français Peugeot commercialisée à partir de septembre 2021. Produite à Mulhouse, en France, elle est la troisième génération de Peugeot 308 et succède à la deuxième génération produite depuis 2013.
Elle se décline en trois carrosseries : une berline 5 portes, un break (nommé « SW ») mais aussi un dérivé berline 5 portes/ SUV-coupé appelé 408.

## Présentation
La troisième génération de Peugeot 308 est présentée en version berline (code interne P51) le 18 mars 2021. Elle remplace la 308 II dont la production s'est terminée en septembre 2021.
La 308 III fait partie de la lignée des « 300 » de Peugeot qui a démarré avec la 301 en 1932 et la 302 en 1936. Depuis, sept autres modèles se sont succédé avant la troisième génération de 308.
Celle-ci est la première Peugeot à adopter le nouveau logo néo-rétro de la marque (présenté le 25 février 2021), reprenant les traits de celui de 1963, que l'on retrouve sur la calandre et la malle de coffre, ainsi que sur les ailes avant pour la finition GT. Ce nouveau logo présent sur la calandre est fabriqué en indium pour intégrer un radar. Celui-ci permet de proposer davantage d'aides à la conduite, en vue d'une conduite semi-autonome.

Multiples vues de la troisième génération de 308.
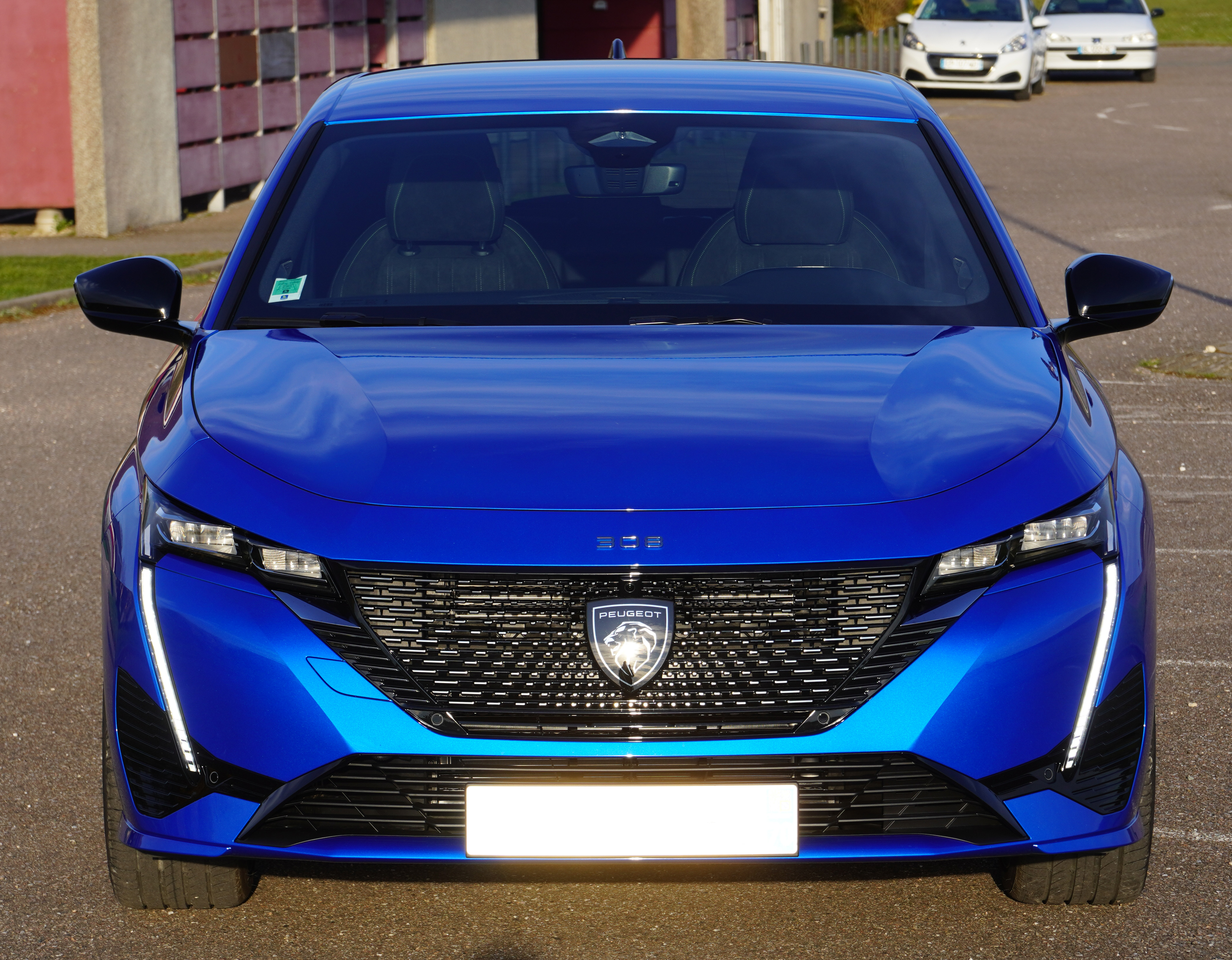
Face avant.
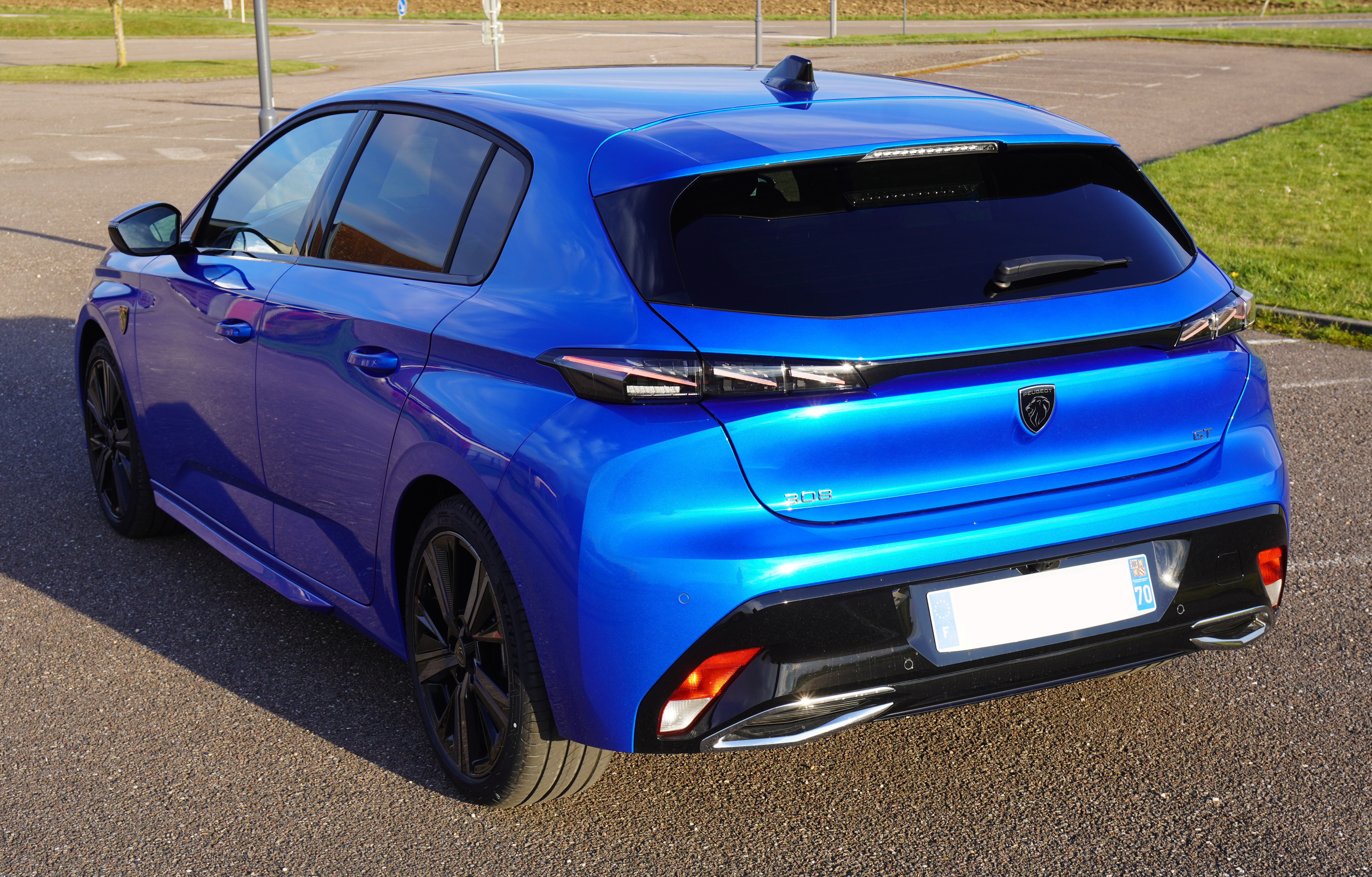
Vue de 3/4 arrière.
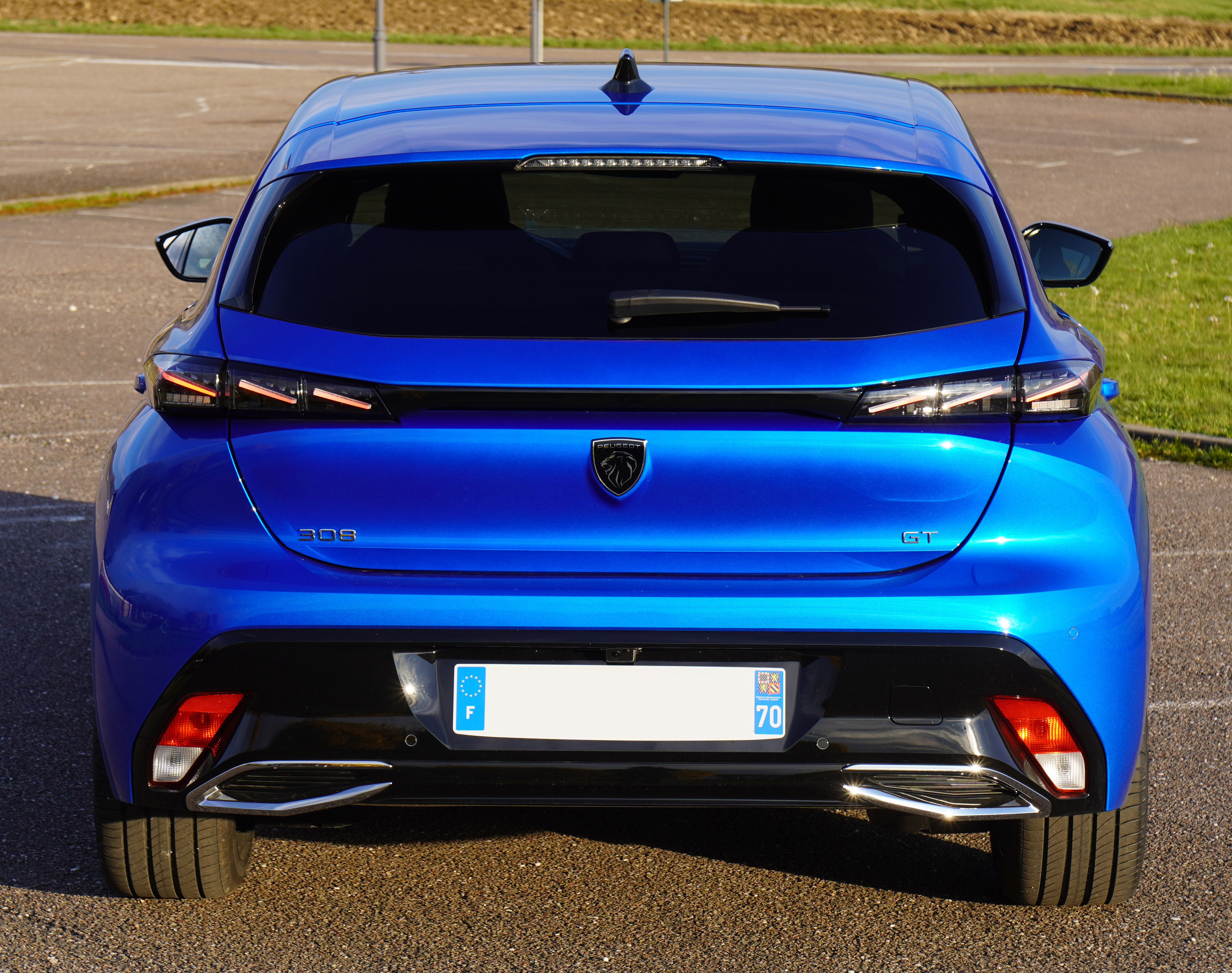
Face arrière.

La 308 III apporte une nouvelle version du i-Cockpit qui intègre des touches tactiles personnalisables appelées i-Toggles. De manière générale, cette nouvelle version permet de personnaliser tous les aspects de l'interface d'info-divertissement, l'écran central comme le combiné numérique.

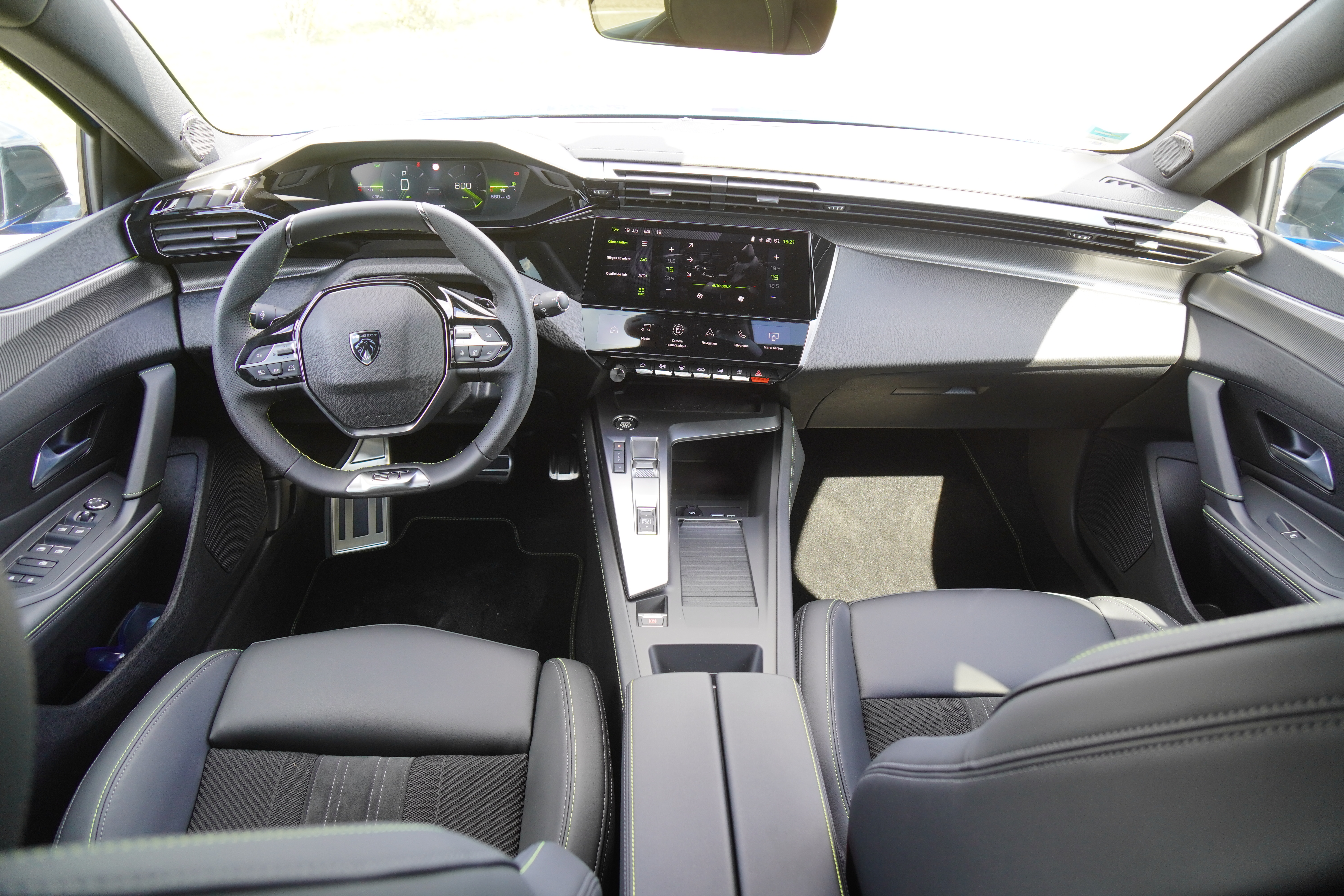
Intérieur.
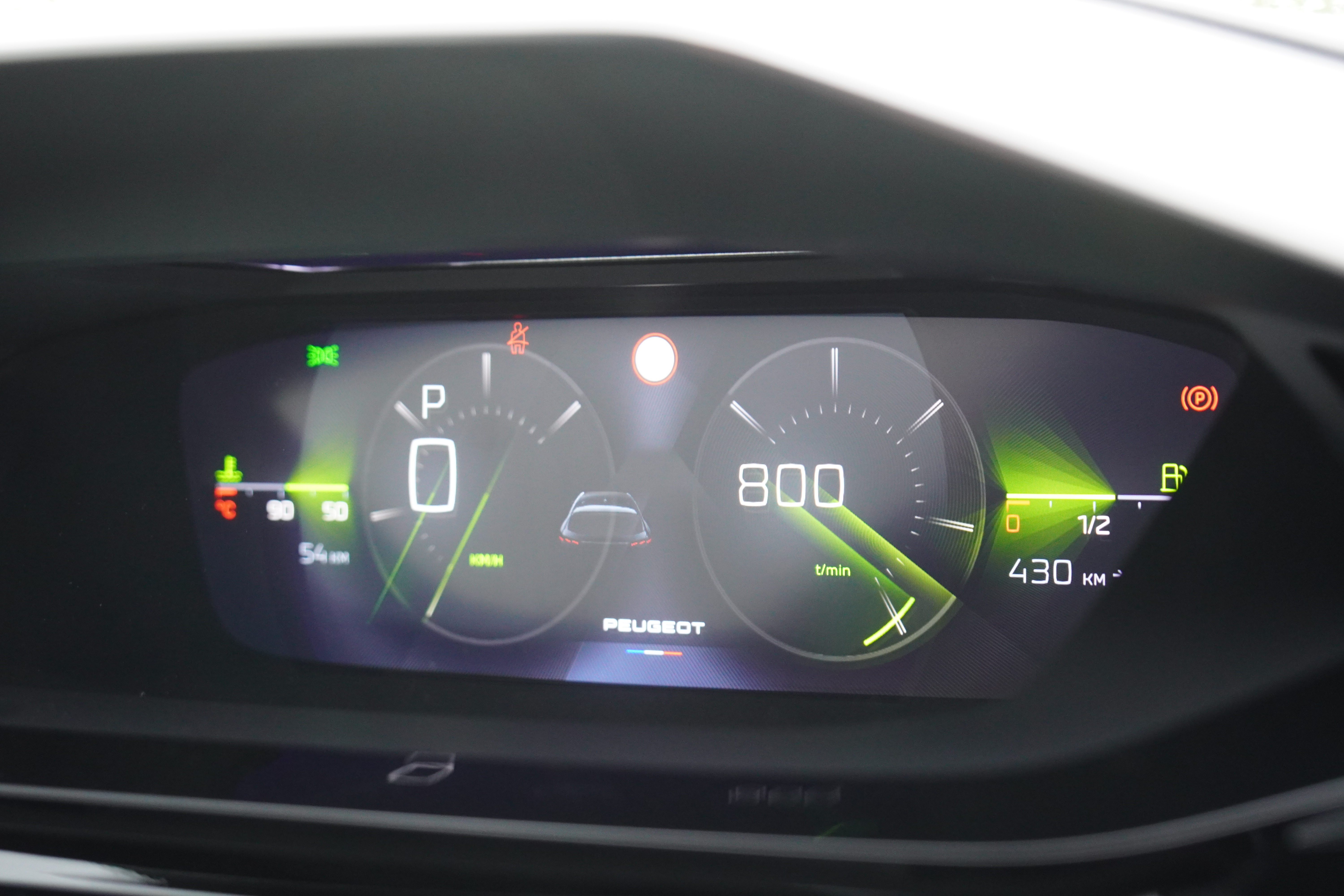
Effet 3D du combiné.

La 308 est produite en France à l'Usine Stellantis de Mulhouse (Haut-Rhin) à partir du mois de mai 2021. Elle est commercialisée dès juin, et arrive en concession en septembre.
La gamme de la Peugeot 308 est simplifiée en janvier 2023 et le moteur 1.2 PureTech 110 disparait.

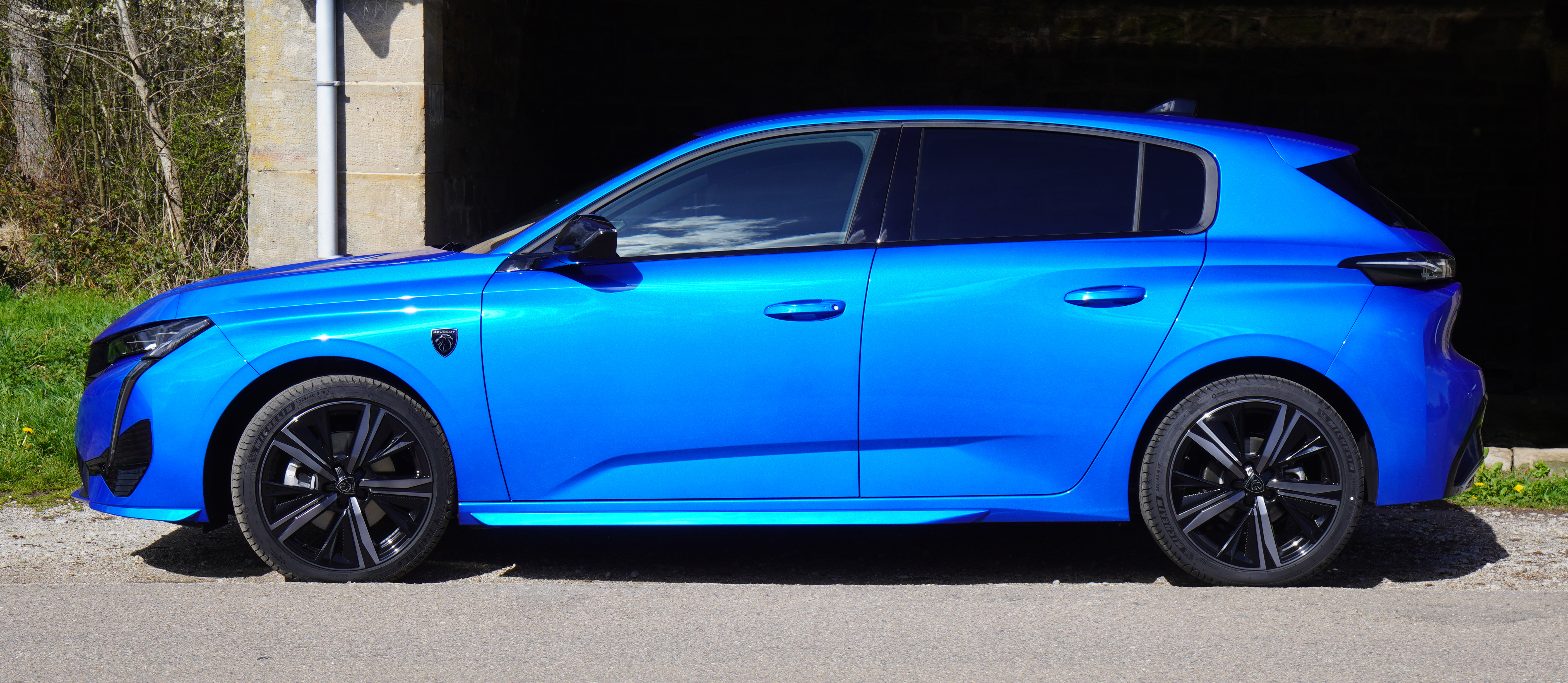
Profil.

### 308 SW
La version break (SW) (code interne P52) est présentée le 22 juin 2021 et est commandable à partir de juillet, pour une arrivée en concession au mois d'octobre,. Cette déclinaison cible une clientèle plus jeune que la berline.
Côté style, la face avant est la même que celle de la berline, tout comme les feux arrière mais cette version break a le droit à un becquet qui surplombe le nouveau logo de Peugeot à l'arrière. Le bandeau noir, habituel des modèles Peugeot depuis plusieurs années, disparaît, et le hayon englobe la plaque d'immatriculation, à la différence de la berline. Le break a également droit à des teintes inédites. 
Le volume de coffre atteint 608 litres (548 litres sur la version hybride rechargeable), le plancher propose deux positions et il y a une banquette fractionnable 40/20/40 de série. Le volume maximum est de 1 634 litres.

Multiples vues de la version break SW
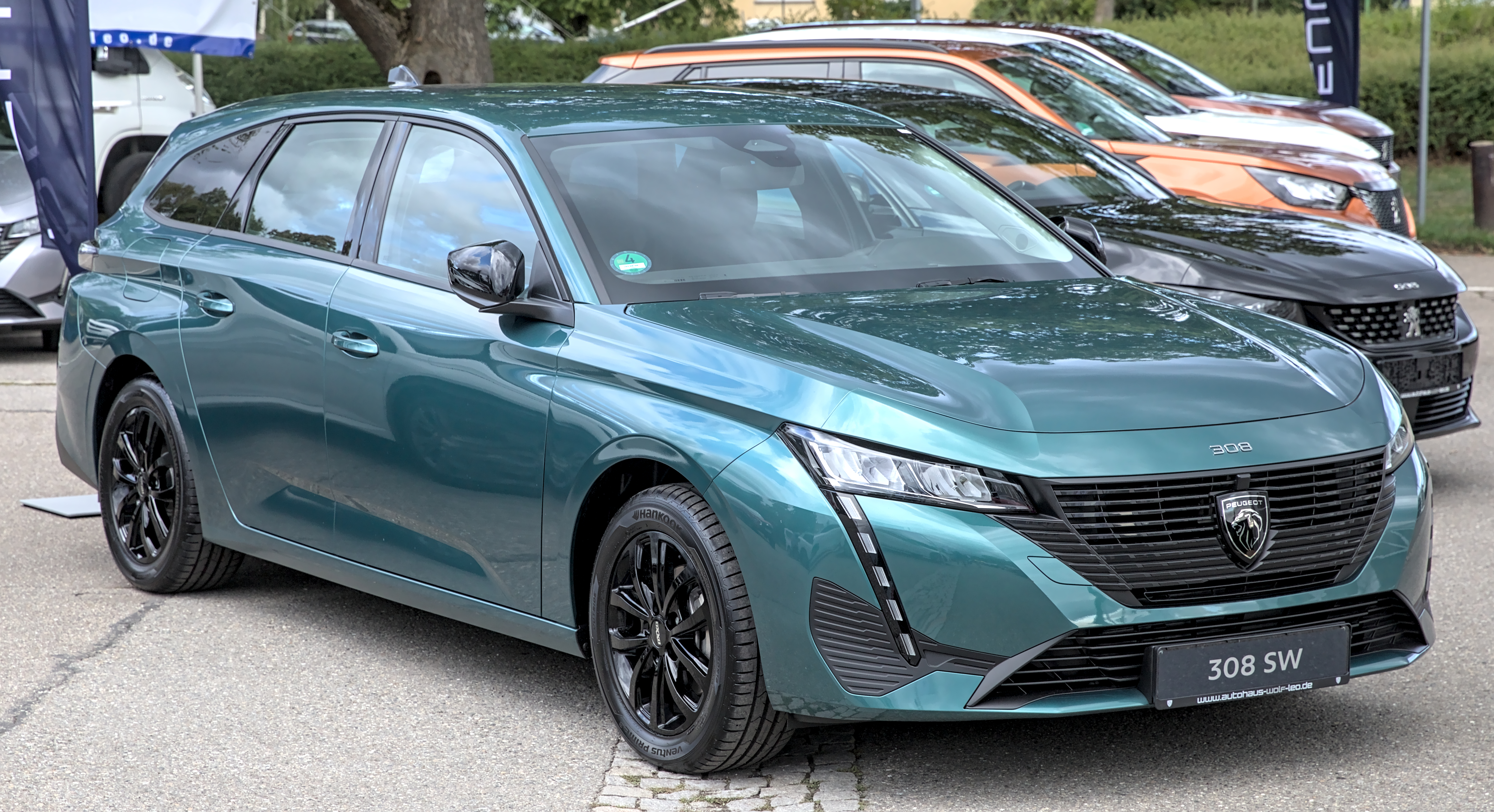
3/4 avant (finition active pack).
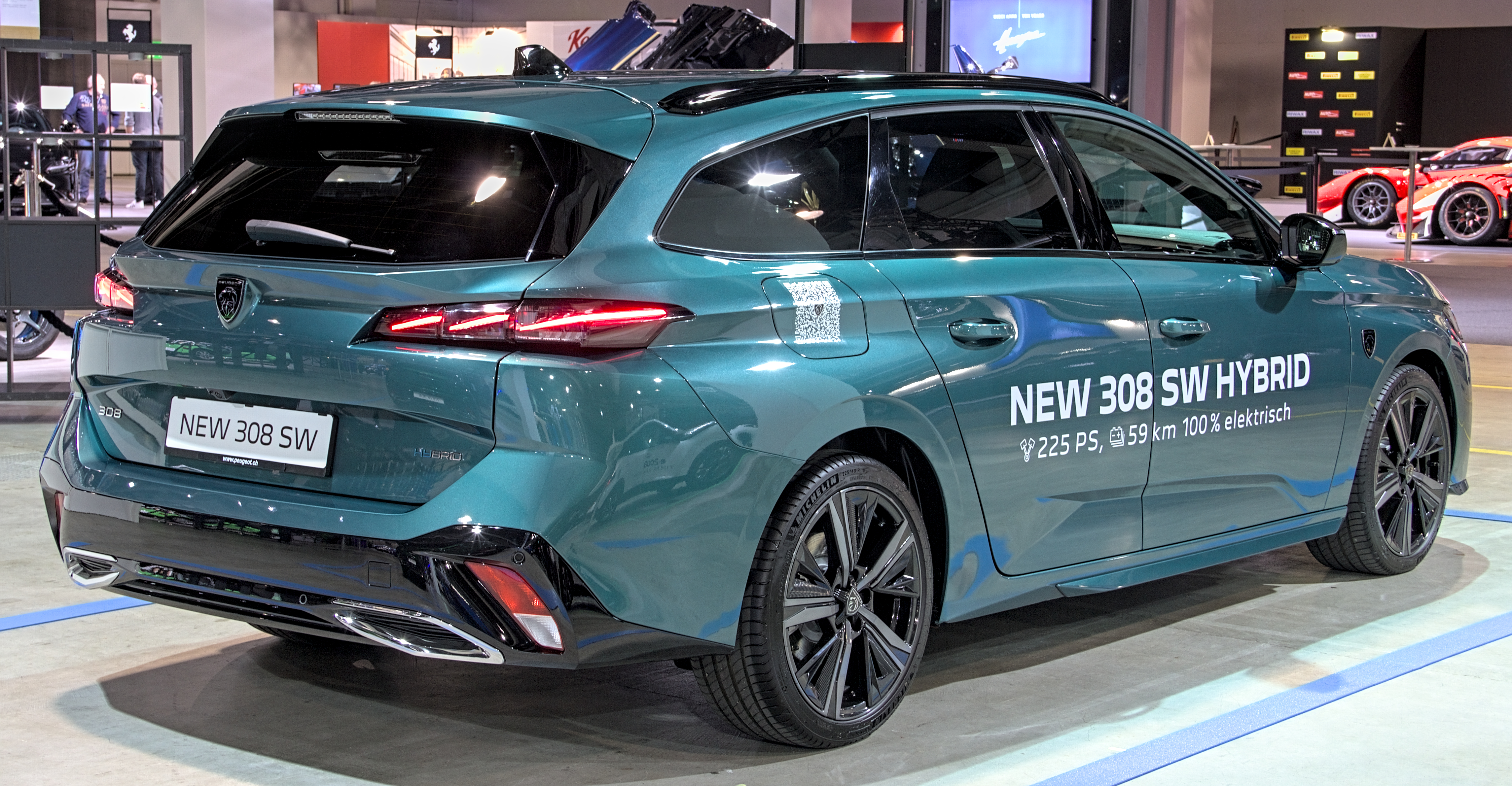
Vue de 3/4 arrière (GT Pack).
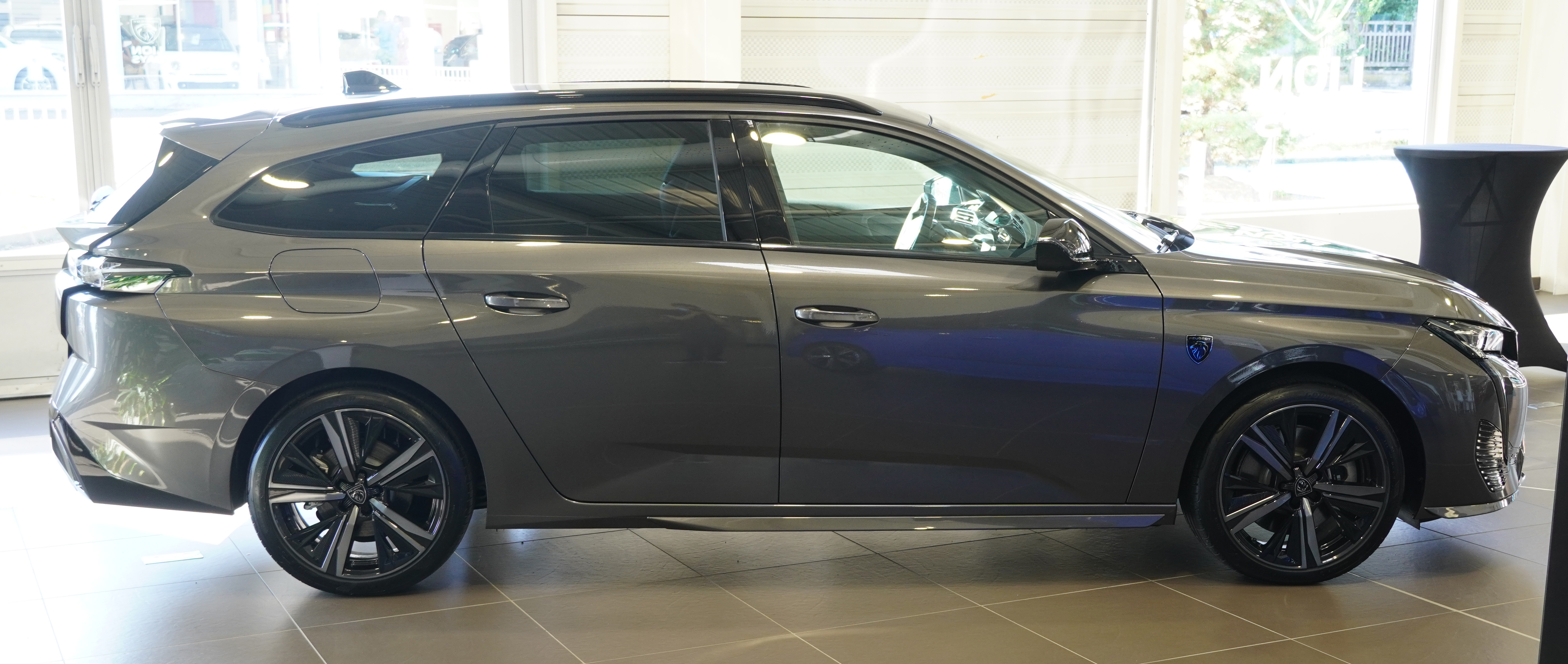
Profil.
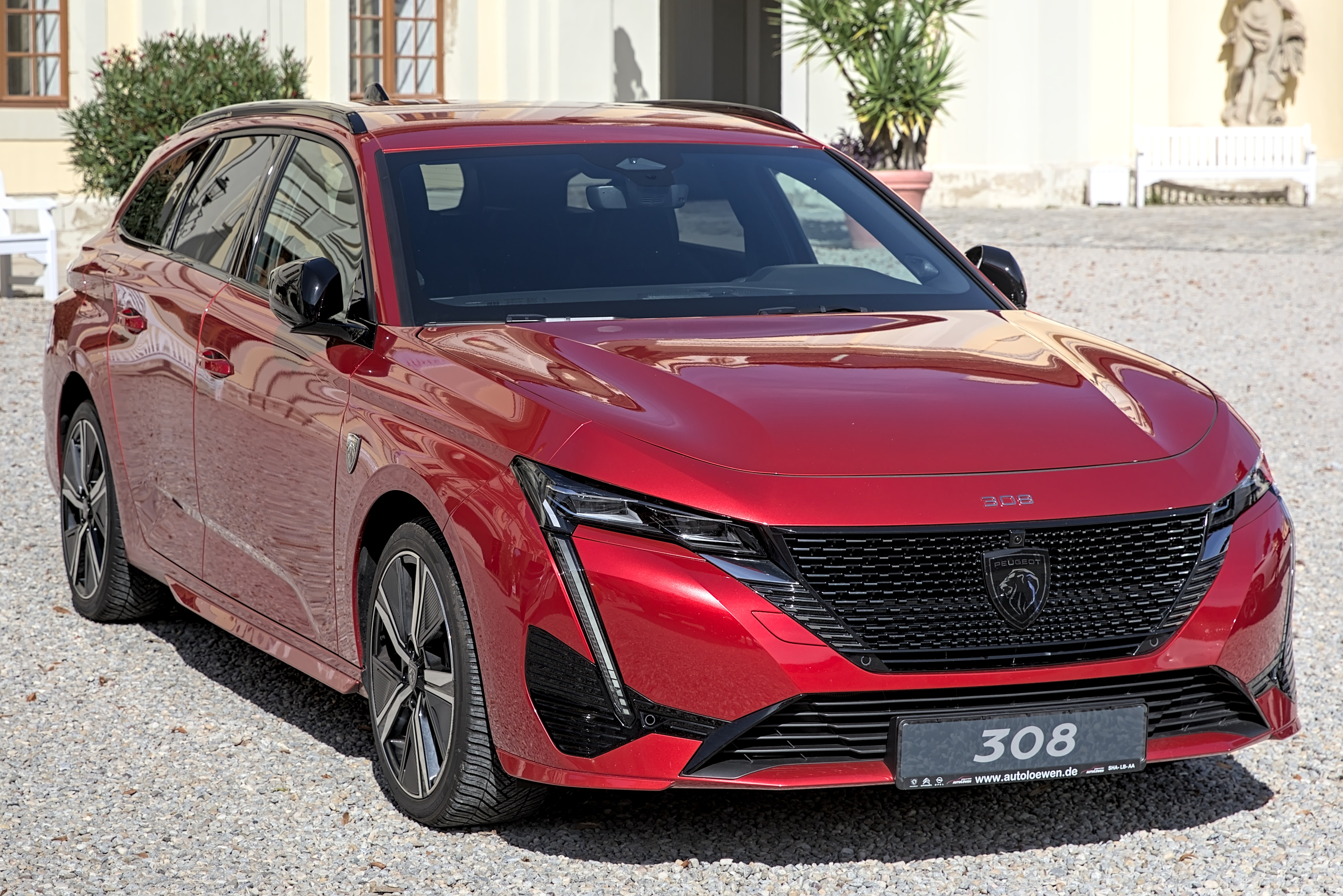

### 408
La 408 (code interne P54), annoncée en 2022, est un crossover berline/SUV-coupé développée en parallèle de la 308 III dont elle reprend la base technique mais également des éléments de carrosserie (phares, capot, portières avant...), la planche de bord (notamment les i-Toggles) et tout ou partie des motorisations,,.

## Caractéristiques techniques
La berline grandit de 12 centimètres par rapport à sa version précédente pour atteindre 4,37 m et se rapproche ainsi de ses concurrentes européennes.
La version break mesure environ 4,64 m de long, soit 28 cm de plus que la berline. Par rapport à cette dernière, 5,5 cm sont ajoutés à l'empattement. Cette version SW atteint 1,44 m en hauteur.

### Motorisations
La 308 est pour la première fois proposée en hybride rechargeable et dévoile une motorisation de 180 ch. La version 225 ch, reprise des 508 II et 3008 II, est elle aussi disponible sur la version GT.
La gamme de motorisations est identique pour la berline et pour le break.
| Désignation                  | 1.5 BlueHDi                | 1.5 BlueHDi                   | 1.2 PureTech               | 1.2 PureTech               | 1.2 PureTech                  | 1.2 PureTech                                | 1.6 PureTech Hybrid                                             | 1.6 PureTech Hybrid                                             |
| ---------------------------- | -------------------------- | ----------------------------- | -------------------------- | -------------------------- | ----------------------------- | ------------------------------------------- | --------------------------------------------------------------- | --------------------------------------------------------------- |
| Moteur                       | 4-cylindres Diesel         | 4-cylindres Diesel            | 3-cylindres essence        | 3-cylindres essence        | 3-cylindres essence           | 3-cylindres essence + micro-hybridation 48V | 4-cylindres essence + moteur électrique                         | 4-cylindres essence + moteur électrique                         |
| Alimentation                 | Turbocompressé             | Turbocompressé                | Turbocompressé             | Turbocompressé             | Turbocompressé                | Turbocompressé                              | Turbocompressé                                                  | Turbocompressé                                                  |
| Cylindrée (cm3)              | 1 499                      | 1 499                         | 1 199                      | 1 199                      | 1 199                         | 1 199                                       | 1 598                                                           | 1 598                                                           |
| Puissance maximale ch (kW)   | 130 (95)                   | 130 (95)                      | 110 (80)                   | 130 (95)                   | 130 (95)                      | 136 (100)                                   | Thermique : 150 (110) Électrique : 110 (81) Cumulée : 180 (132) | Thermique : 180 (132) Électrique : 110 (81) Cumulée : 225 (165) |
| au régime de (tr/min)        | 3 750                      | 3 750                         | 5 500                      | 5 500                      | 5 500                         | 5 500                                       |                                                                 |                                                                 |
| Couple maximal (N m)         | 300                        | 300                           | 205                        | 230                        | 230                           | 230                                         |                                                                 | 310                                                             |
| au régime de (tr/min)        | 1 750                      | 1 750                         | 1 500                      | 1 750                      | 1 750                         | 1 750                                       |                                                                 |                                                                 |
| Boîte de vitesses            | Manuelle 6 rapports (BVM6) | Automatique 8 rapports (EAT8) | Manuelle 6 rapports (BVM6) | Manuelle 6 rapports (BVM6) | Automatique 8 rapports (EAT8) | Automatique 6 rapports (e-DCS6)             | Automatique 8 rapports (e-EAT8)                                 | Automatique 8 rapports (e-EAT8)                                 |
| Transmission                 | Traction                   | Traction                      | Traction                   | Traction                   | Traction                      | Traction                                    | Traction                                                        | Traction                                                        |
| Vitesse maximale (km/h)      | 207                        | 207                           | 198                        | 210                        | 210                           | 210                                         | 225                                                             | 235                                                             |
| 0-100 km/h (s)               | 10,6                       | 10,6                          | 10,5                       | 9,6                        | 9,7                           | 9,0                                         | 7,6                                                             | 7,5                                                             |
| Consommation (L/100 km)      | 4,3                        | 4,5                           | 5,5                        | 5,5                        | 5,6                           | 5,0                                         | 1,1                                                             | 1,2                                                             |
| Émissions de CO2 (g/km)      | 114                        | 117                           | 124                        | 125                        | 127                           | 107                                         | 24                                                              | 27                                                              |
| Capacité du réservoir (L)    |                            |                               |                            |                            | 52                            | 52                                          |                                                                 |                                                                 |
| Masse à vide (kg)            |                            |                               |                            |                            |                               | 1450                                        |                                                                 |                                                                 |
| Norme environnementale       | Euro 6d                    | Euro 6d                       | Euro 6d                    | Euro 6d                    | Euro 6d                       | Euro 6d                                     | Euro 6d                                                         | Euro 6d                                                         |
| Période de commercialisation | 06/21 - 12/22              | 06/21 -                       | 06/21 - 12/22              | 06/21 -                    | 06/21 -                       |                                             | 06/21 -                                                         | 06/21 -                                                         |

#### e-308
La troisième génération de Peugeot 308 reçoit au printemps 2023 (un an et demi après sa commercialisation) une version électrique nommée e-308. Elle utilise une motorisation 156 ch (nom de code M3) totalement inédite, développée dans le cadre de la co-entreprise Nidec-PSA emotors entre Stellantis et Nidec.
La e-308 bénéficie de jantes inédites plus aérodynamiques.
|                                                                | Peugeot e-308                  |
| Batterie                                                       | Batterie                       |
| -------------------------------------------------------------- | ------------------------------ |
| Capacité batterie brute                                        | 54 kWh                         |
| Capacité batterie nette                                        | 51 kWh                         |
| Autonomie WLTP cycle mixte                                     | 400 km                         |
| Consommation WLTP cycle mixte                                  | 12,7 kWh / 100 km              |
| Technologie de la batterie                                     | lithium-ions                   |
| Moteur                                                         |                                |
| Puissance moteur                                               | 156 ch                         |
| Couple moteur                                                  | 260 Nm                         |
| Accélération 0 à 100 km/h                                      |                                |
| Vitesse max                                                    |                                |
| Type de moteur                                                 | Synchrone à aimants permanents |
| Type de transmission                                           | Traction                       |
| Dimensions                                                     |                                |
| Longueur                                                       | 4 367 à 4 640 mm               |
| Largeur                                                        | 1 859 mm                       |
| Hauteur                                                        | 1 441 à 1 440 mm               |
| Poids                                                          |                                |
| Charge utile                                                   |                                |
| Recharge                                                       |                                |
| Puissance maximale de charge courant alternatif monophasé (AC) |                                |
| Puissance maximale de charge courant alternatif triphasé (AC)  |                                |
| Puissance maximale de charge courant continu (DC)              |                                |

## Finitions
Finitions de la Peugeot 308 III à son lancement en France :
- Active Pack[22]
- Allure
- Allure Pack
- GT
- GT Pack (jusqu'en octobre 2022)[23]
- E-Style

Peugeot 308 Allure.
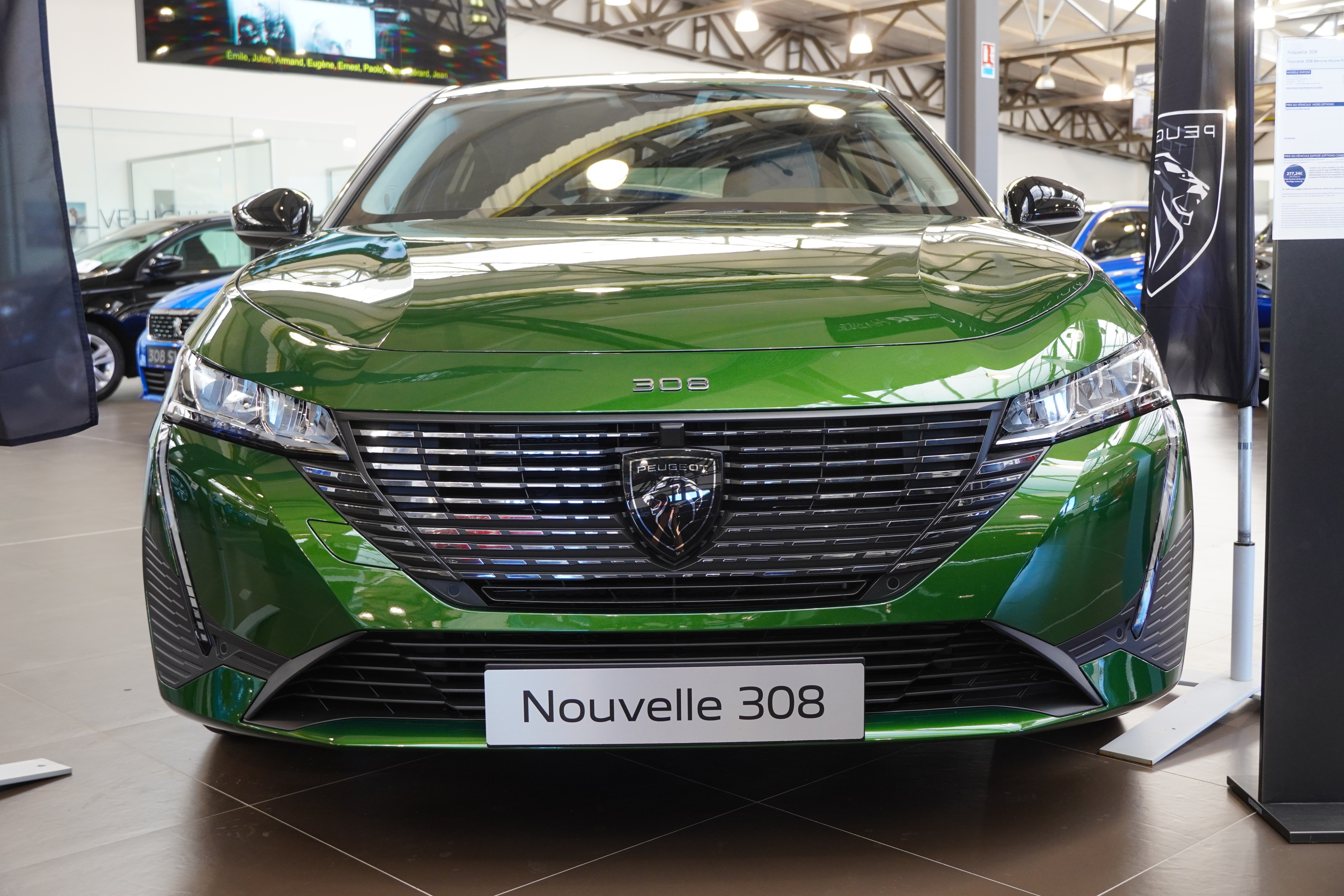
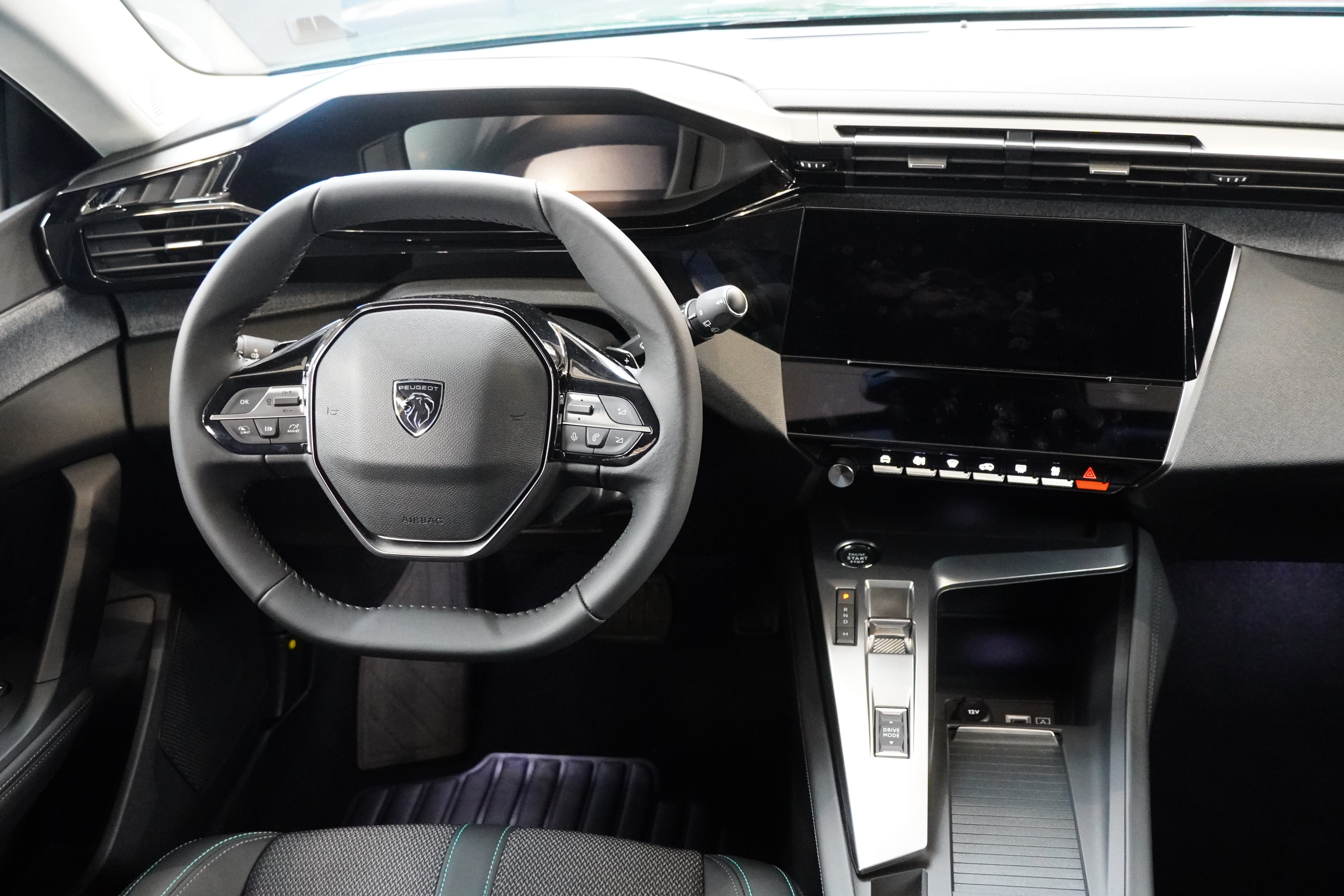
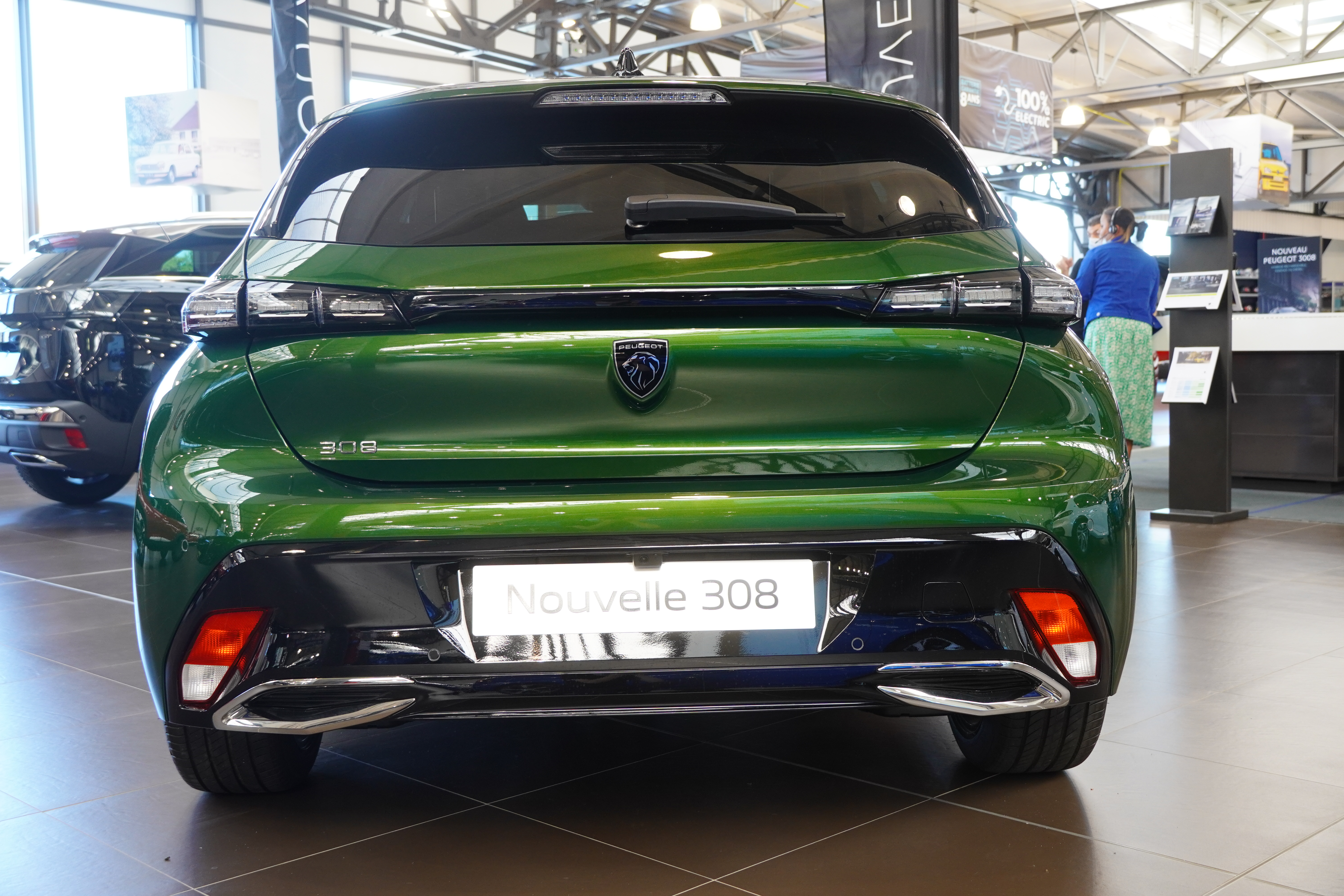
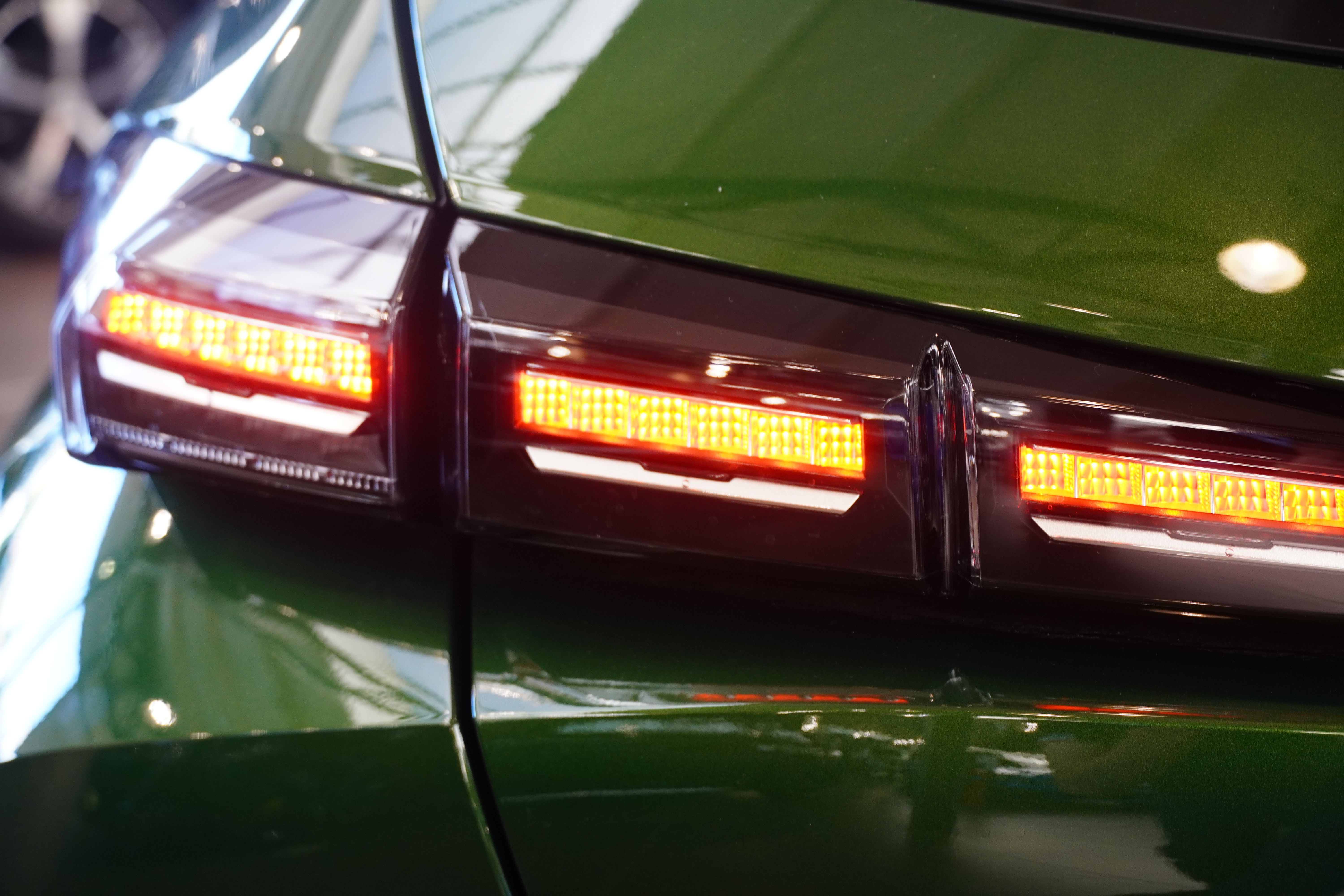

Peugeot 308 GT.
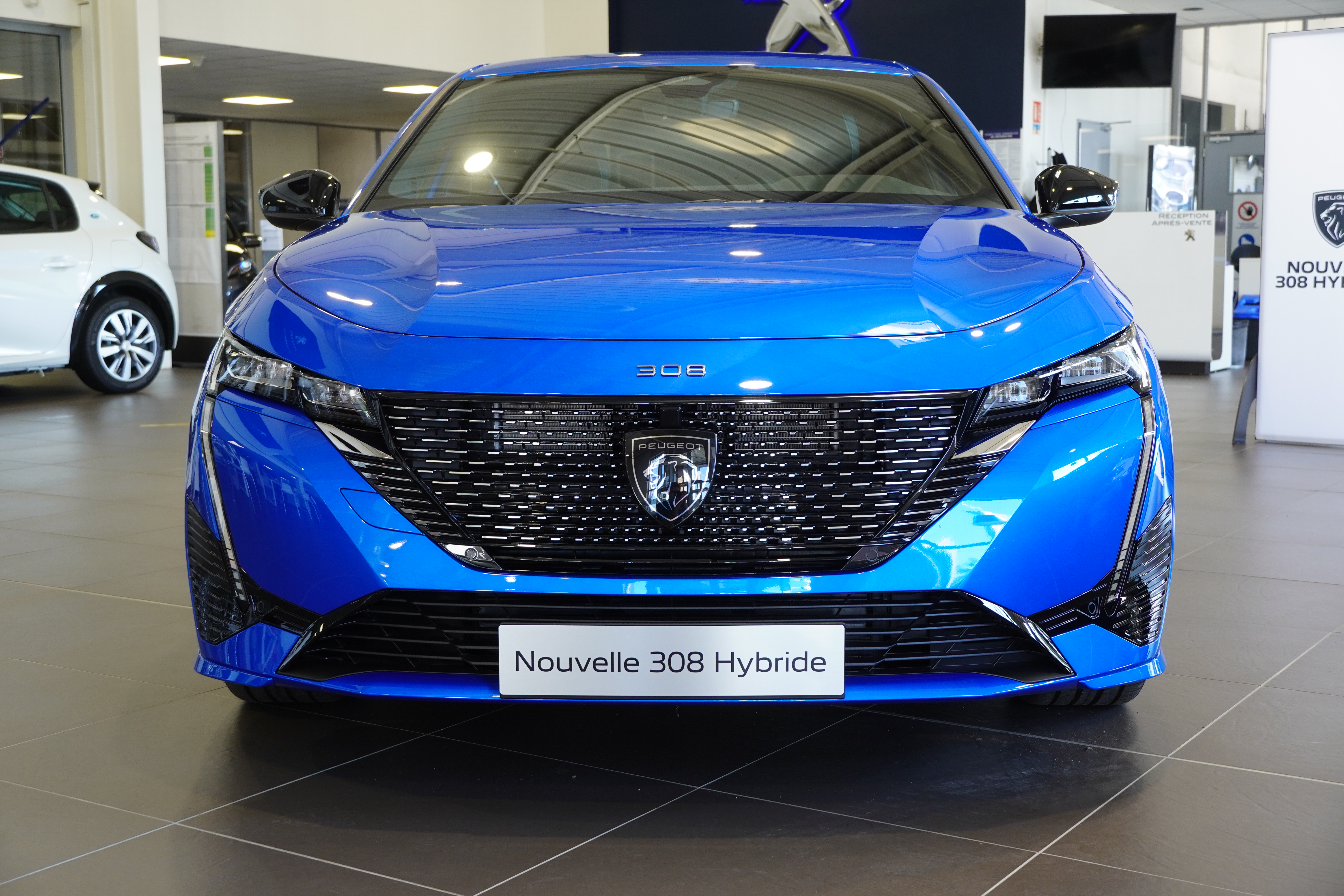
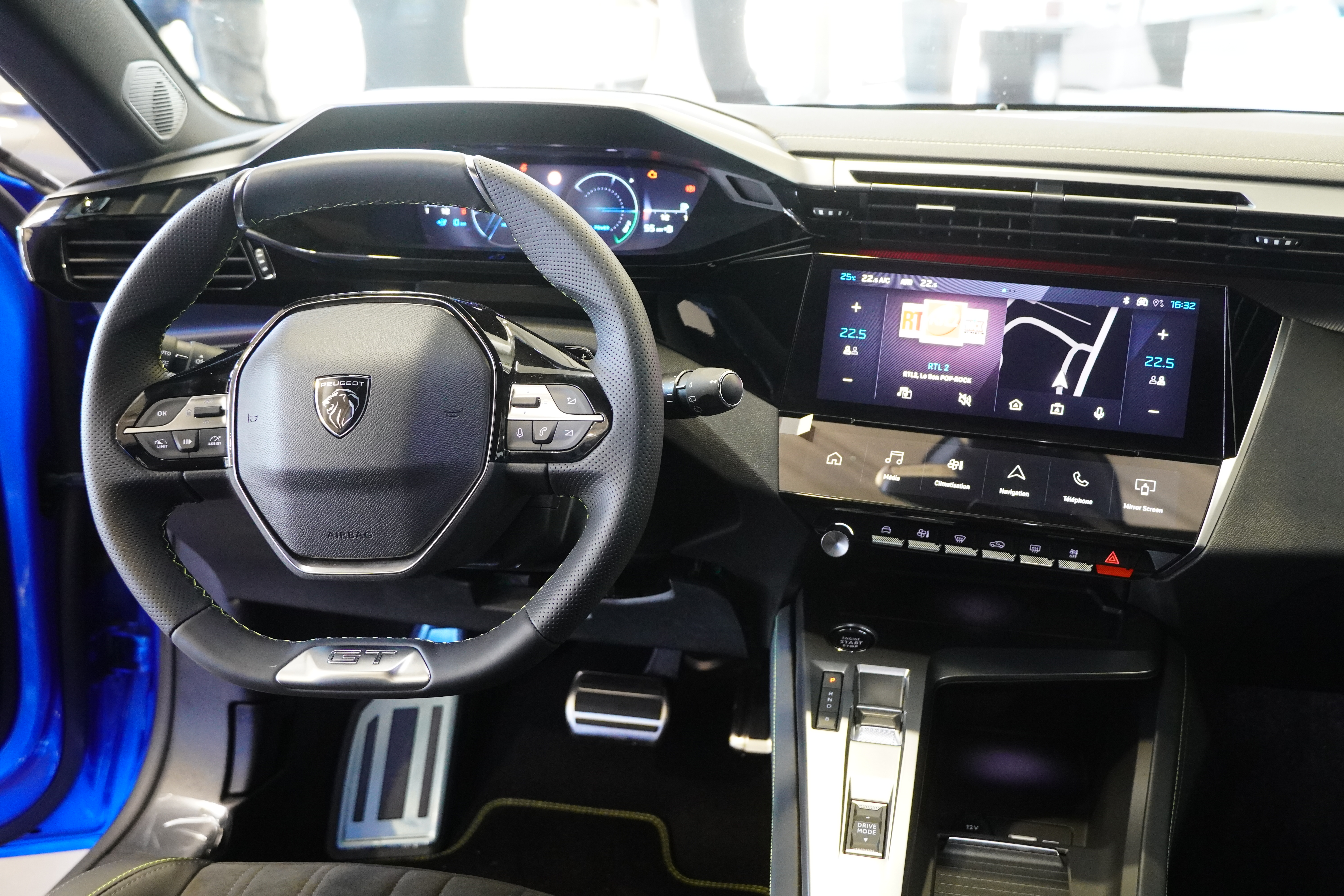
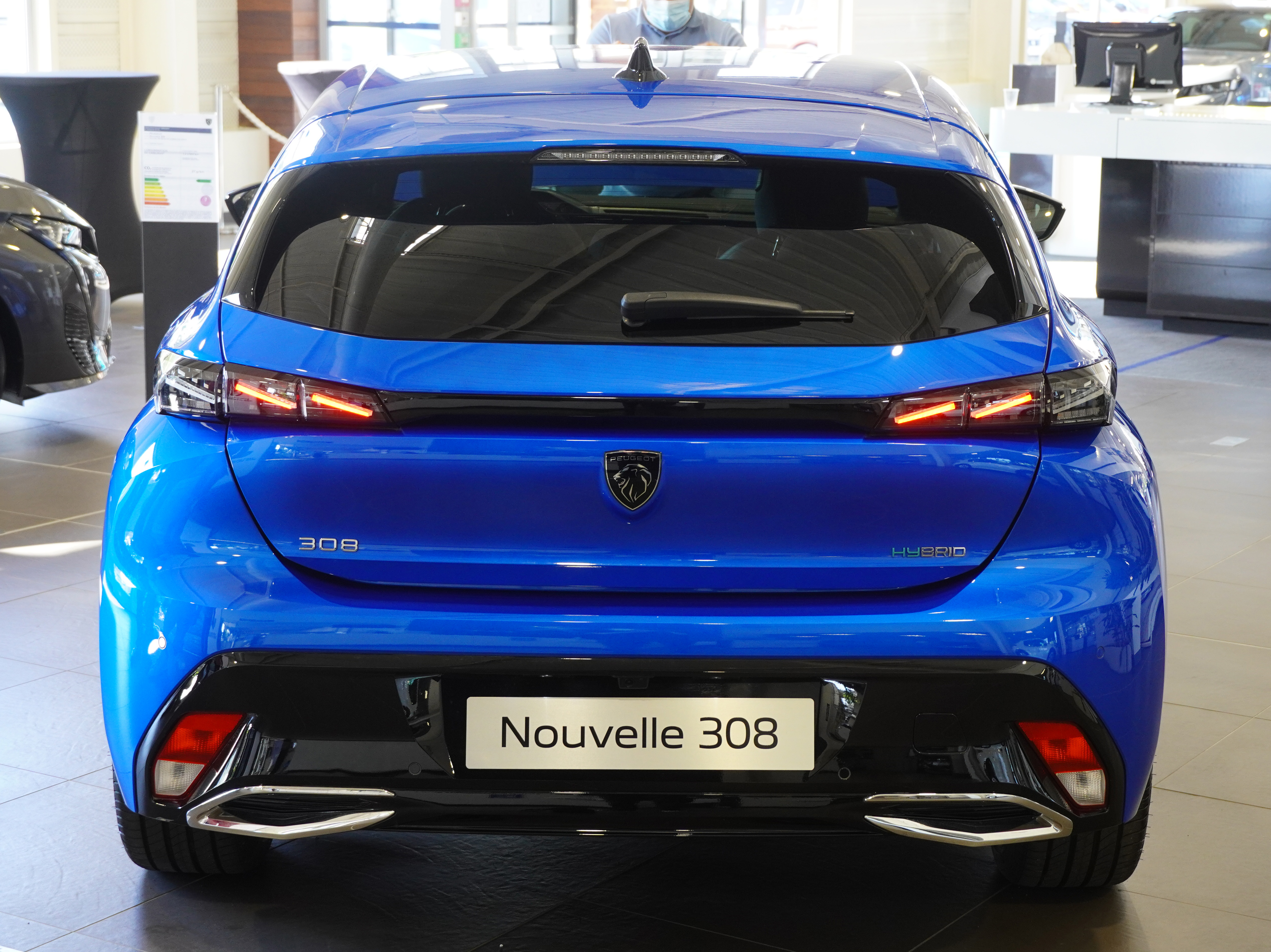
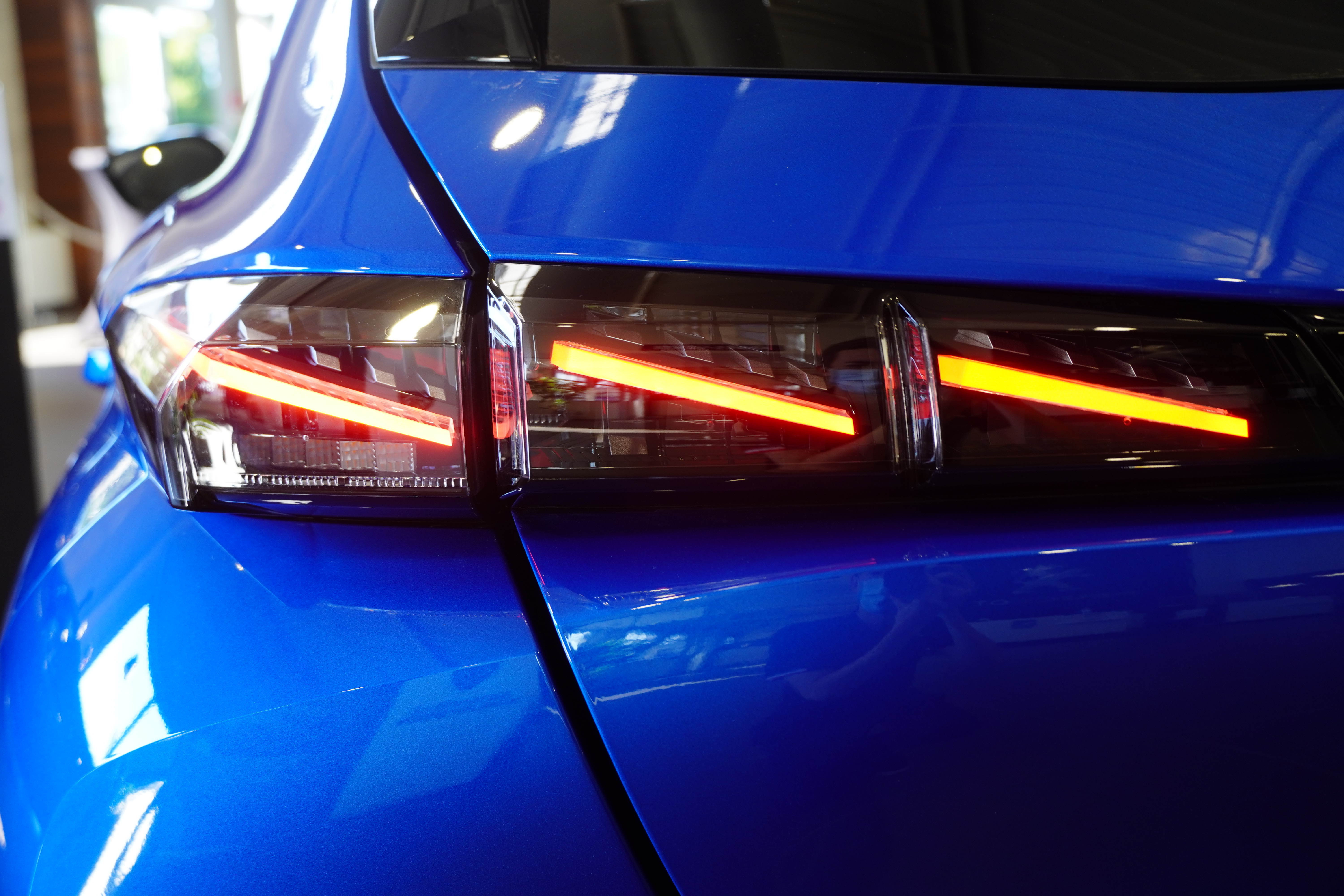

## Tarifs
La Peugeot 308 est disponible en France à partir de 29 420 € avec le moteur 1.2 PureTech 130 ch, la boîte de vitesses BVM6 et la finition Active Pack (cette version coutait 24 900 € au lancement avec le 1.2 PureTech 110 ch).
|                            | Active Pack | Allure   | GT       | First Edition (berline uniquement) |
| -------------------------- | ----------- | -------- | -------- | ---------------------------------- |
| 1.2 PureTech 130 ch BVM6   | 29 620 €    | 31 470 € | -        | -                                  |
| 1.2 PureTech 130 ch EAT8   | 31 620 €    | 33 470 € | 36 070 € | -                                  |
| 1.5 BlueHDi 130 ch EAT8    | 34 120 €    | 35 970 € | 38 570 € | -                                  |
| 1.6 PureTech Hybrid 180 ch | 40 870 €    | 42 520 € | 45 320 € | -                                  |
| 1.6 PureTech Hybrid 225 ch | -           | -        | 47 220 € | -                                  |
| e-308 156 ch 54 kWh        | -           | 43 900 € | 46 250 € | 46 200 €                           |

Remarque : Le break SW est disponible avec les mêmes combinaisons entre finitions et motorisations, et entraîne un surcoût de 1 000 €.
|                            | Active Pack | Allure   | Allure Pack | GT       | GT Pack  |
| -------------------------- | ----------- | -------- | ----------- | -------- | -------- |
| 1.2 PureTech 110 ch BVM6   | 24 800 €    | -        | -           | -        | -        |
| 1.2 PureTech 130 ch BVM6   | 26 200 €    | 28 200 € | 29 000 €    | -        | -        |
| 1.2 PureTech 130 ch EAT8   | 28 200 €    | 30 200 € | 31 000 €    | 33 000 € | 34 600 € |
| 1.5 BlueHDi 130 ch BVM6    | 28 700 €    | 30 700 € | 31 500 €    | -        | -        |
| 1.5 BlueHDi 130 ch EAT8    | 30 700 €    | 32 700 € | 33 500 €    | 35 500 € | 37 100 € |
| 1.6 PureTech Hybrid 180 ch | 36 800 €    | 38 600 € | 39 400 €    | 41 400 € | -        |
| 1.6 PureTech Hybrid 225 ch | -           | -        | -           | 43 300 € | 44 900 € |